# Regina Pats
Regina Pats je kanadský juniorský klub ledního hokeje, který sídlí v Regině v provincii Saskatchewan. Od roku 1970 působí v juniorské soutěži Western Hockey League. Před vstupem do WHL působil v Saskatchewan Junior Hockey League a Western Canada Junior Hockey League. Své domácí zápasy odehrává v hale Brandt Centre s kapacitou 6 484 diváků. Klubové barvy jsou červená, bílá a modrá.
Nejznámější hráči, kteří prošli týmem, byli např.: Esa Tikkanen, Jason Smith, Barret Jackman, Jeff Friesen, Al MacInnis, Jamie Heward, Clark Gillies, Radek Duda, Petr Kalus, Dean Arsene, Greg Joly, Derek Boogaard, Fran Huck, Garrett Mitchell, Jordan Eberle, Jock Callander, Josh Harding, Juraj Valach, Brad Stuart, Martin Marinčin, Ronald Petrovický nebo Dominik Volek.

## Historické názvy
- 1917 – Regina Patricia Hockey Club
- 1923 – Regina Pats
- 1927 – fúze s Regina Falcons ⇒ Regina Monarchs
- 1928 – Regina Pats

## Úspěchy
- Vítěz Memorial Cupu ( 4× )
  - 1925, 1928, 1930, 1974
- Vítěz SJHL ( 15× )
  - 1917/18, 1918/19, 1921/22, 1922/23, 1923/24, 1925/25, 1926/27, 1928/29, 1929/30, 1930/31, 1932/33, 1957/58, 1960/61, 1964/65, 1968/69
- Vítěz WCJHL ( 5× )
  - 1949/50, 1950/51, 1951/52, 1954/55, 1955/56
- Vítěz WHL ( 2× )
  - 1973/74, 1979/80
- Abbott Cup ( 12× )
  - 1919, 1922, 1925, 1928, 1930, 1933, 1950, 1952, 1955, 1956, 1958, 1969

## Přehled ligové účasti
Zdroj: 
- 1946–1948: Saskatchewan Junior Hockey League
- 1948–1956: Western Canada Junior Hockey League
- 1956–1966: Saskatchewan Junior Hockey League
- 1966–1967: Canadian Major Junior Hockey League
- 1967–1968: Western Canada Junior Hockey League
- 1968–1970: Saskatchewan Junior Hockey League
- 1970–1978: Western Canada Hockey League (Východní divize)
- 1978– : Western Hockey League (Východní divize)